# يو إف سي ليلة القتال: كتار ضد ألين
يو إف سي ليلة القتال: كتار ضد ألين (بالإنجليزية: UFC Fight Night: Kattar vs. Allen)‏ هو حدث لفنون القتال المختلطة نظمته يو إف سي، أُقيم في 29 أكتوبر 2022، على يو إف سي أبيكس في إنتربرايز، نيفادا، وهي جزء من منطقة لاس فيغاس الحضرية، الولايات المتحدة.